# Bolívar, Valle del Cauca
Bolívar là một khu tự quản thuộc tỉnh Valle del Cauca, Colombia. Thủ phủ của khu tự quản Bolívar đóng tại Bolívar Khu tự quản Bolívar có diện tích 602 ki lô mét vuông. Đến thời điểm ngày 28 tháng 5 năm 2005, khu tự quản Bolívar có dân số 16486 người.